# Jayadeva
Jayadeva (em sânscrito:  जयदेव) foi um matemático indiano do Século IX, que desenvolveu ainda mais o método cíclico (Método chakravala)  que foi descrito por Hermann Hankel como "a melhor coisa alcançada no campo da teoria dos números antes de Lagrange (Século XVIII)". Ele também fez contribuições significativas no campo da análise combinatória.
Jayadeva primeiro apresentou a solução completa da seguinte equação usando o método Chakraval.
{\displaystyle x^{2}=62y^{2}+1}
Sua solução foi esta: {\displaystyle x=1766319049,y=226153980}
Vale ressaltar que esse problema é notório por sua dificuldade e William Browner conseguiu resolvê-lo indo para a Europa em 1657-58.